# Analciem

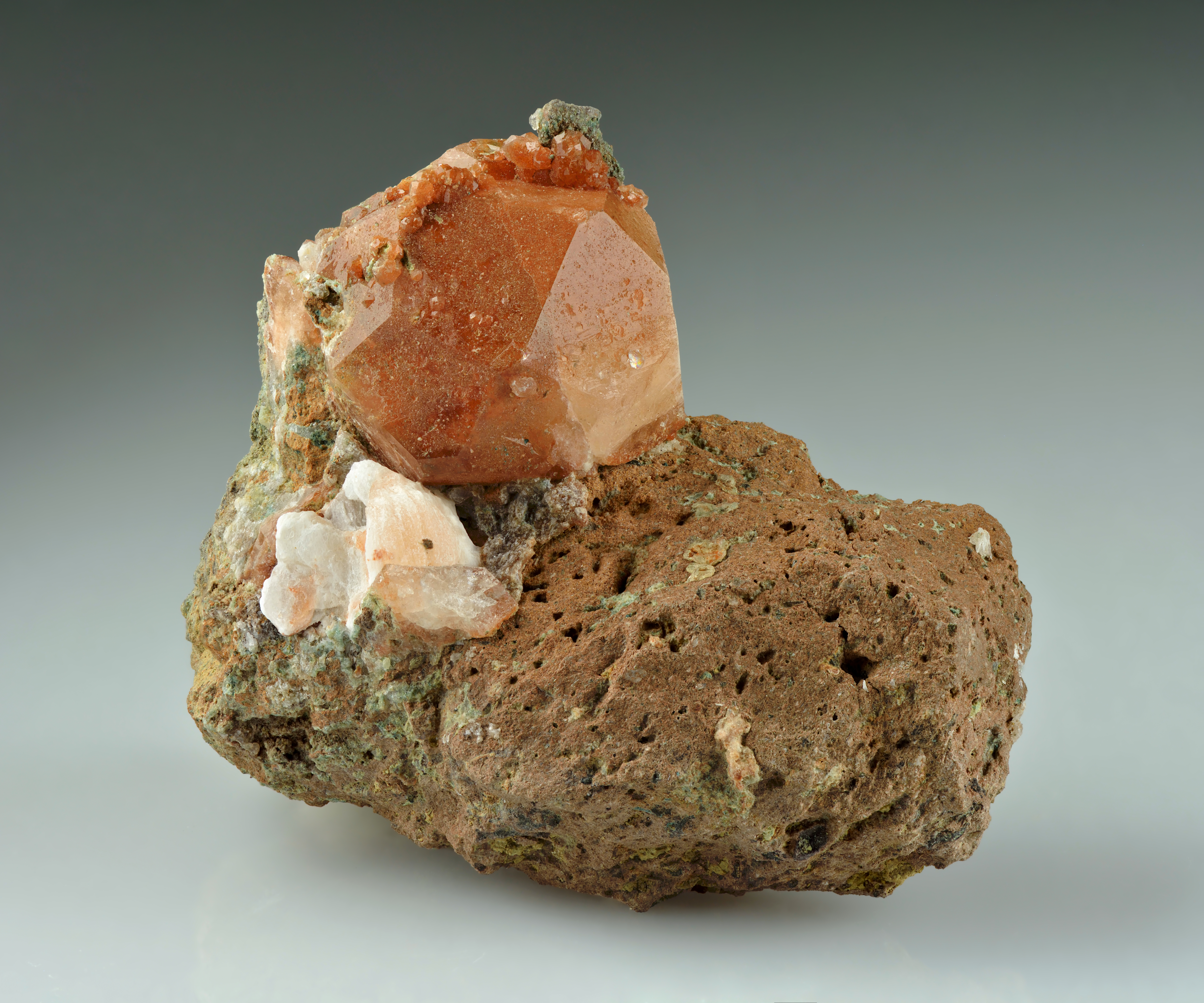
Analciem

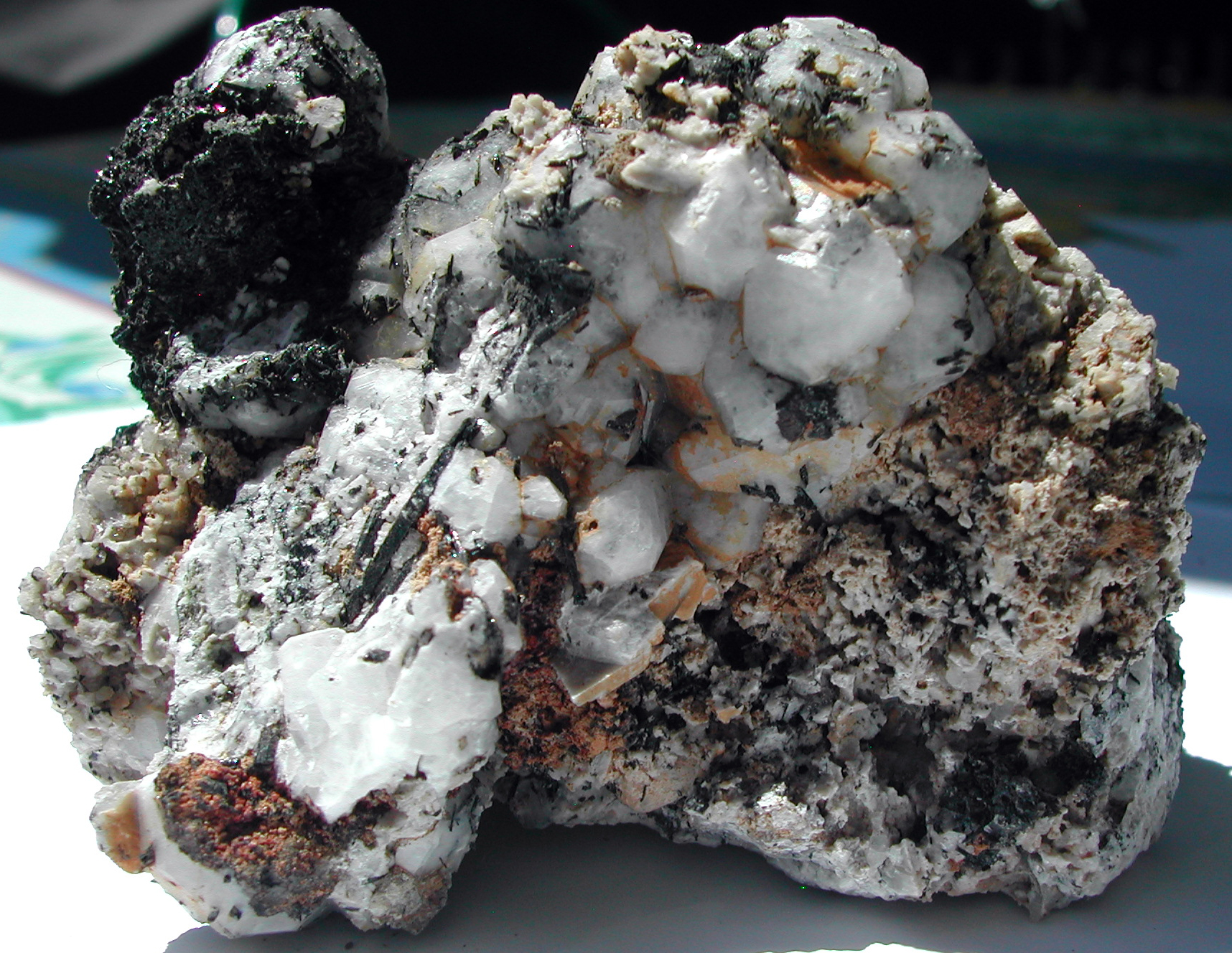
Analciem

Het mineraal analciem of analciet is een natrium-aluminium-tectosilicaat, een verbinding tussen twee tectosilicaten met natrium en aluminium met de molecuulformule NaAl(Si2O6)·(H2O). Het is een zeoliet, dus ook een tectosilicaat, en het is gehydrateerd. De naam komt van het Griekse ἀνάλκιμος, analkimos, dat zwak betekent, vanwege de lichte statische elektriciteit die het mineraal bij wrijving geeft. Het is wit of wit met een grijze, groene of gele tint, het heeft een glasglans en een witte streepkleur. Het heeft een triklien kristalstelsel en een onduidelijke splijting volgens de kristalvlakken [100], [010] en [001]. De massadichtheid is 2,3 kg/l, de hardheid is 5 en het mineraal is niet radioactief. Analciem is een van de meest voorkomende zeolieten en komt vooral voor in basaltgesteenten en andere gesteenten voor die mafisch zijn en met zeolieten worden geassocieerd. De typelocatie ligt in de buurt van Catanes op de Cyclopseilanden bij Sicilië.